# سیارک ۲۴۱۴۴
سیارک ۲۴۱۴۴ (به انگلیسی: 24144 Philipmocz، نامگذاری:1999VU137) بیست و چهار هزار و صد و چهل و چهارمین سیارک کشف شده‌است که در ۱۲ نوامبر ۱۹۹۹ کشف شد.
قدر مطلق سیارک برابر ۱۵.۵ است.